# Dmitrij Miedwiediew (partyzant)
Dmitrij Nikołajewicz Miedwiediew (ros. Дмитрий Николаевич Медведев) ps. Dima (ur. 10 sierpnia?/22 sierpnia 1898 w Bieżycy k. Briańska, obecnie w granicach miasta, zm. 14 grudnia 1954 w Moskwie) – radziecki dowódca partyzancki i dywersant w czasie II wojny światowej, funkcjonariusz Czeka/GPU/OGPU/NKWD i oficer wywiadu, pułkownik bezpieczeństwa państwowego, Bohater Związku Radzieckiego.

## Życiorys

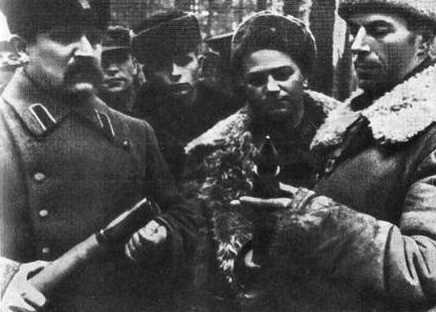
Na pierwszym planie od prawej: Dmitrij Miedwiediew, Aleksandr Łukin i Aleksiej Fiodorow, 1943 r.

Syn hutnika, absolwent liceum. W 1917 uczestniczył w wydarzeniach rewolucyjnych, w następnym roku zaciągnął się do Armii Czerwonej, brał udział w wojnie domowej min. w obronie Piotrogrodu. W 1920 wstąpił do partii bolszewickiej oraz rozpoczął pracę w Czeka, uczestniczył w likwidacji białogwardyjskich oddziałów na Ukrainie. Pracował w organach GPU/OGPU w Kijowie, Dniepropietrowsku, Chersoniu, Berdyczewie, Stalino, Nowogrodzie Wołyńskim i Kirowgradzie.
W 1936 ukończył Centralną Szkołę NKWD ZSRR. Od stycznia do lipca 1937 inspektor NKWD obwodu charkowskiego. W lipcu 1937 zwolniony ze służby i wydalony z partii za nieuzasadnione zamykanie spraw karnych i utrzymywanie kontaktów z bratem aresztowanym jako wróg ludu. Po pisemnych skargach został przywrócony do służby i skierowany do pracy w systemie obozów koncentracyjnych Gułagu jako zastępca naczelnika wydziału operacyjnego zarządu łagrów w Miedwieżjegorsku, a następnie Norylłagu (rejon Norylska). W listopadzie 1939 kpt. b.p. Miedwiediew został ponownie zwolniony ze służby, oficjalnie z przyczyn zdrowotnych.
Po ataku III Rzeszy na ZSRR w czerwcu 1941 r. przywrócony do czynnej służby w NKWD i skierowany pod komendę mjr b.p. Pawła Sudopłatowa. Przeszedł przeszkolenie w ramach Samodzielnej Zmotoryzowanej Strzeleckiej Brygady Specjalnego Przeznaczenia (OMSBON NKWD). Na początku września stanął na czele grupy dywersyjnej OMSBON Mitia, którą przerzucono na znany Miedwiediewowi teren okolic Briańska, gdzie w lasach zorganizował oddział partyzancki na jej podstawie. Była to pierwsza tego typu grupa dywersyjna przerzucona przez linię frontu. Od września 1941 r. do stycznia 1942 r. oddział „Mitia” stworzyła 6 dalszych oddziałów (z 27 oddziałów działających w tym rejonie, 7 podlegało Miedwiediewowi), tworząc zgrupowanie partyzanckie i tzw. kraj partyzancki. Dwukrotnie ranny i kontuzjowany skierowany na leczenie do Moskwy, gdzie otrzymał zadanie organizacji ruchu partyzanckiego na głębokich tyłach wojsk niemieckich.
W czerwcu 1942 ppłk Dmitrij Miedwiediew ps. „Dima” stanął na czele kolejnej specjalnej grupy wywiadowczo-dywersyjnej o nazwie Zwycięzcy (Победители), podlegającej IV Zarządowi NKWD (wywiad nielegalny, operacje specjalne, dywersja pozafrontowa i wojna partyzancka), która 20 czerwca 1942 została przerzucona drogą lotniczą do obwodu żytomierskiego, a stamtąd przeszła w rejon Równego. Od czerwca 1942 r. do marca 1944 roku działając, jako silny oddział partyzancki o tej samej nazwie, na Wołyniu i w Galicji Wschodniej oddział „Zwycięzcy”, osiągnąwszy ostatecznie liczebność około 600 ludzi, stoczył 120 większych walk, w których wyeliminował do 2 tys. niemieckich żołnierzy i oficerów oraz wysadził 81 pociągów. Jednocześnie zawiązał 10 nowych oddziałów partyzanckich, w tym jeden żydowski liczący 100-300 partyzantów.
Oddziałowi „Zwycięzcy” podlegała m.in. grupa wywiadowczo-dywersyjna z miasta Równe, którą dowodził jeden z najbardziej znanych wywiadowców II wojny światowej st. lejt. Nikołaj Kuzniecow ps. „Puch” (znany także jako „Nikołaj Graczow”) podszywający się pod niemieckiego oficera por. Paula Sieberta.
Od 1943 zgrupowanie Miedwiediewa toczyło także walki z Ukraińską Powstańczą Armią. Według sprawozdania gen. Wasyla Begmy z kwietnia 1944 r., w latach 1943–1944 miał on zlikwidować 317 ukraińskich nacjonalistów-banderowców. 
10 stycznia 1944 wywodzący się ze „Zwycięzców” pododdział dowodzony przez lejt. Borisa Krutikowa przybył do Huty Pieniackiej. Po odejściu partyzantów, 28 lutego 1944 miejscowość spacyfikował batalion 4 pułku policji SS, mordując mieszkańców.
Na początku lutego 1944 r. Miedwiediew otrzymał rozkaz przejścia na tyły Armii Czerwonej i w następnym miesiącu wraz z oddziałem przeszedł linię frontu. Skierowany do Moskwy na leczenie objął następnie stanowisko zastępcy naczelnika IV Zarządu NKGB. Za ogół swojej działalności partyzanckiej w latach 1941–1944, 5 listopada 1944, otrzymał tytuł Bohatera Związku Radzieckiego. W 1945 skierowany na Litwę do walki z antykomunistycznym ruchem oporu. W stopniu pułkownika bezpieczeństwa państwowego przeniesiony w stan spoczynku w 1946. Po wojnie zajął się wydawaniem wspomnień. Zmarł w 1954 r. w Moskwie, pochowany na Cmentarzu Nowodziewiczym.

## Awanse
- kapitan bezpieczeństwa państwowego - 3 lipca 1936
- podpułkownik wojsk NKWD (wojskowy odpowiednik kapitana b.p.) - zweryfikowany w 1941 po rozpoczęciu służby w OMSBON
- pułkownik bezpieczeństwa państwowego - 1946

## Odznaczenia
- Złota Gwiazda Bohatera Związku Radzieckiego (nr. 4513) - 5 listopada 1944
- czterokrotnie Order Lenina - 16 lutego 1942, 26 grudnia 1943, 5 listopada 1944, 30 kwietnia 1946
- Order Czerwonego Sztandaru - 21 lutego 1945
- Order Wojny Ojczyźnianej I stopnia
- Medal „Partyzantowi Wojny Ojczyźnianej” I stopnia
- Medal „Za obronę Moskwy”
- Medal „Za zwycięstwo nad Niemcami w Wielkiej Wojnie Ojczyźnianej 1941–1945”
- Medal „W upamiętnieniu 800-lecia Moskwy”
- Medal jubileuszowy „30 lat Armii Radzieckiej i Floty”
- Odznaka 15-lecia WCzK-GPU - 1932

## Publikacje Miedwiediewa
- „Это было под Ровно” (1948; w 1951 wydał rozszerzona wersję pt. „Сильные духом"
- „Отряд идёт на Запад” (1948)
- „На берегах Южного Буга” (1957; wydana po jego śmierci)